# Cité de la musique

Cité de la musique

Cité de la musique, hay Thành phố âm nhạc, là một cơ sở công cộng thuộc Bộ Văn hóa Pháp với nhiều không gian mang các chức năng khác nhau dành cho âm nhạc. Thành phố âm nhạc được mở cửa từ năm 1995, nằm trong công viên La Villette, thuộc Quận 19 thành phố Paris cùng với Thành phố khoa học và công nghiệp (Cité des sciences et de l'industrie) và Nhạc viện Paris.
| Métro Paris | Bến tàu điện ngầm: Porte de Pantin |

## Thành phố âm nhạc
Với mục đích trao đổi, tìm hiểu về âm nhạc, Thành phố âm nhạc là nơi tổ chức các cuộc triển lãm, các buổi hòa nhạc cùng các hoạt động giáo dục khác. Thành phố âm nhạc bao gồm nhiều không gian, khu vực:
- Một giảng đường lớn
- Một phòng hòa nhạc, có thể đón tiếp 800 tới 1000 khán giả
- Bảo tàng âm nhạc với bộ sưu tập các nhạc cụ cổ điển
- Các không gian triển lãm
- Các xưởng nghệ thuật
- Không gian tài liệu

## Bảo tàng âm nhạc
Bảo tàng âm nhạc ở đây sở hữu một trong những bộ sưu tập nhạc cụ quan trọng bậc nhất thế giới. Các nhạc cụ của bảo tàng từ thế kỷ 16 cho tới nay, gồm đủ các thể loại, từ cổ điển tới đại chúng.
Lịch sử sưu tầm của bảo tàng bắt đầu từ thời Cách mạng Pháp. Năm 1796, 316 nhạc cụ được chuyển Nhạc viện Paris. Nhưng bộ sưu tập giá trị đó bị phân tán gần hết, chỉ còn giữ được 12 hiện vật. Tới năm 1861, bảo tàng Nhạc cụ được mở. Nhà nước đã mua lại, cũng như được tặng nhiều bộ sưu tập giá trị cao. Suốt từ đó cho tới tận hiện nay, bảo tàng tiếp tục nhận thêm nhiều hiên vật, từ di sản, tặng vật hay do mua lại.
Về nhạc cụ châu Âu, bảo tàng sở hữu các kèn cornet, đàn luýt, đàn clavecin, dương cầm, vĩ cầm, sáo, ghi-ta... của các nước và các thế kỷ từ 16 tới 19. Bộ sưu tập nhạc cụ thế giới gồm 700 hiện vật với các nhạc cụ châu Á và châu Phi.

### Hình ảnh

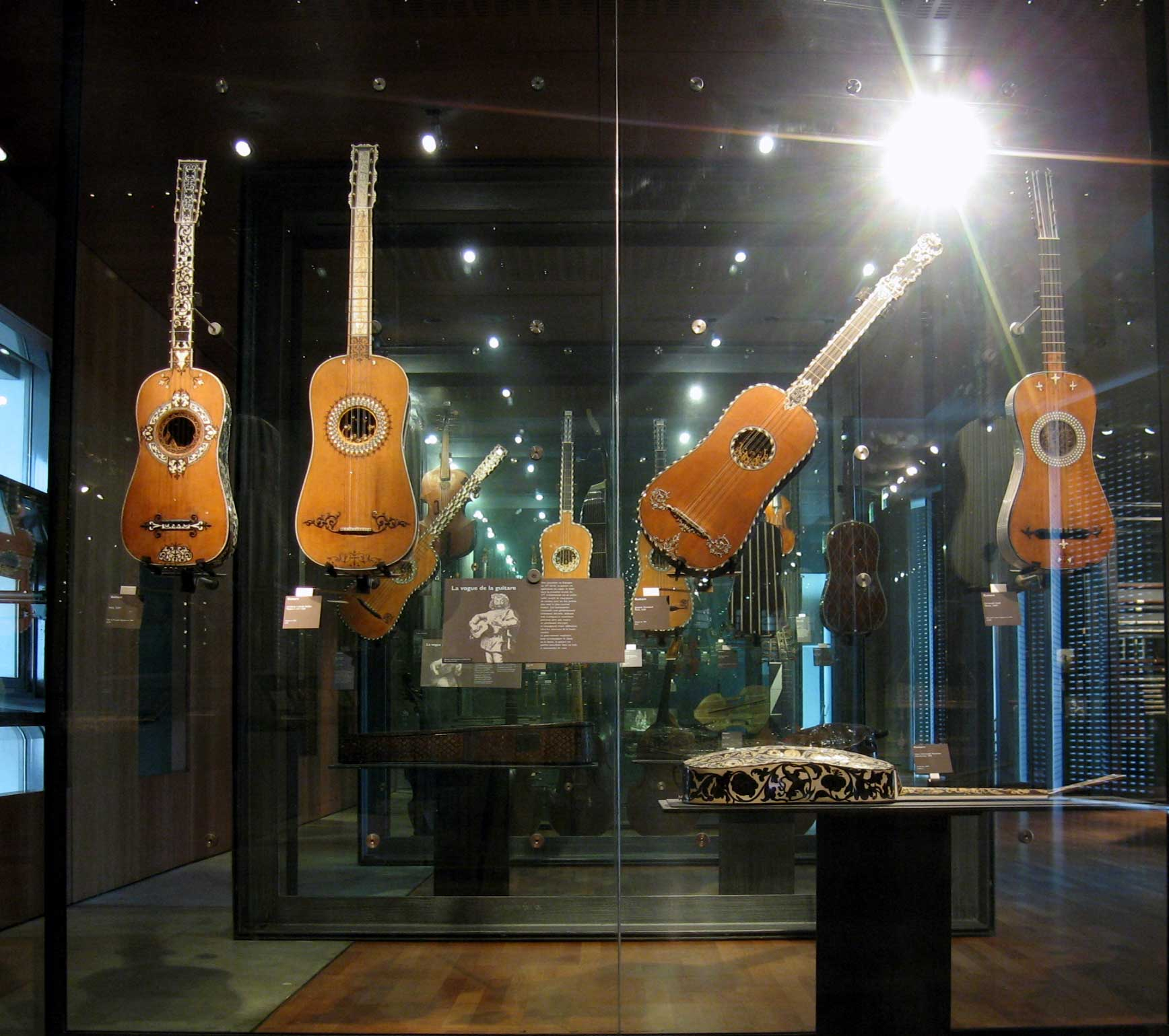
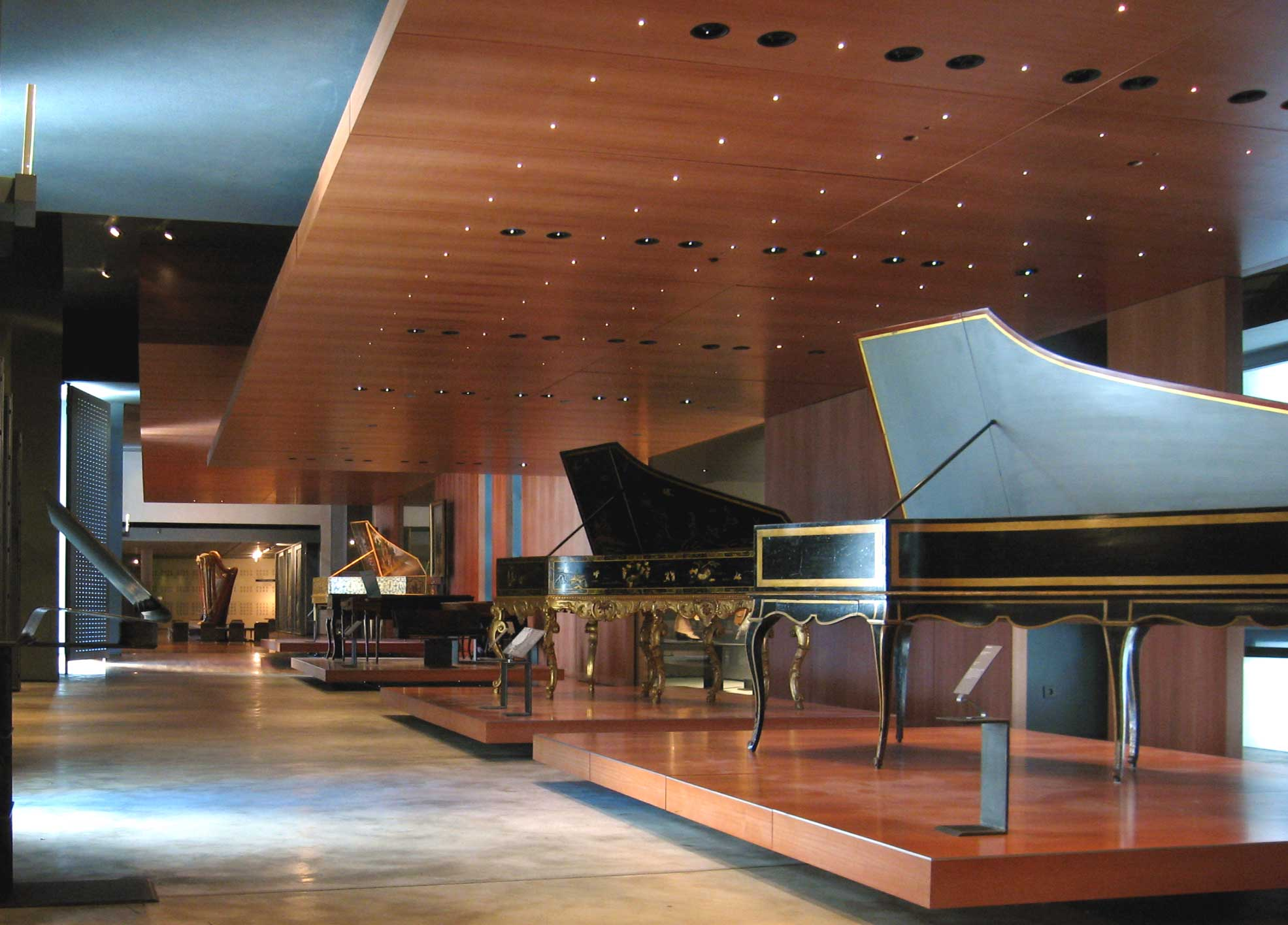
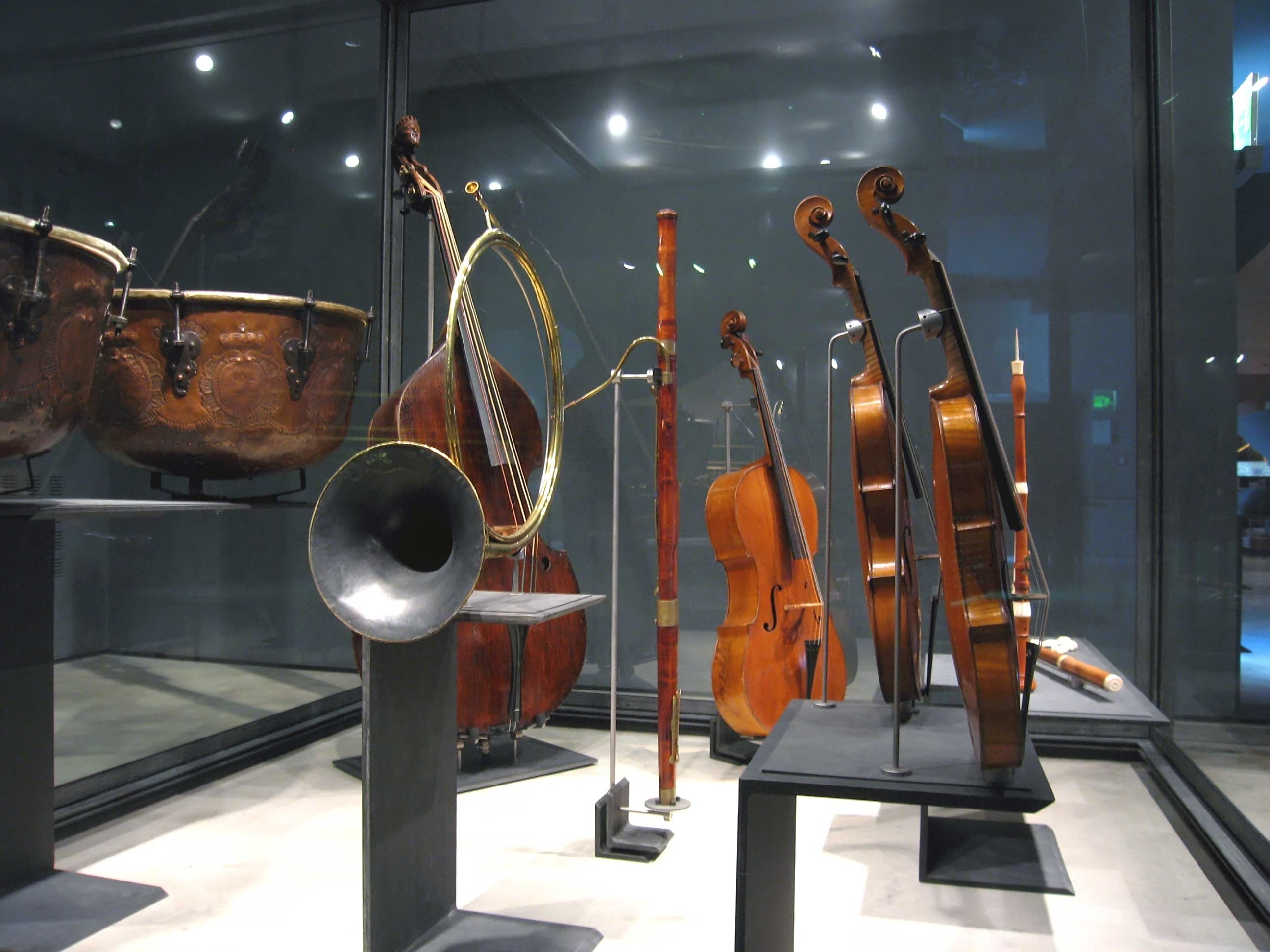
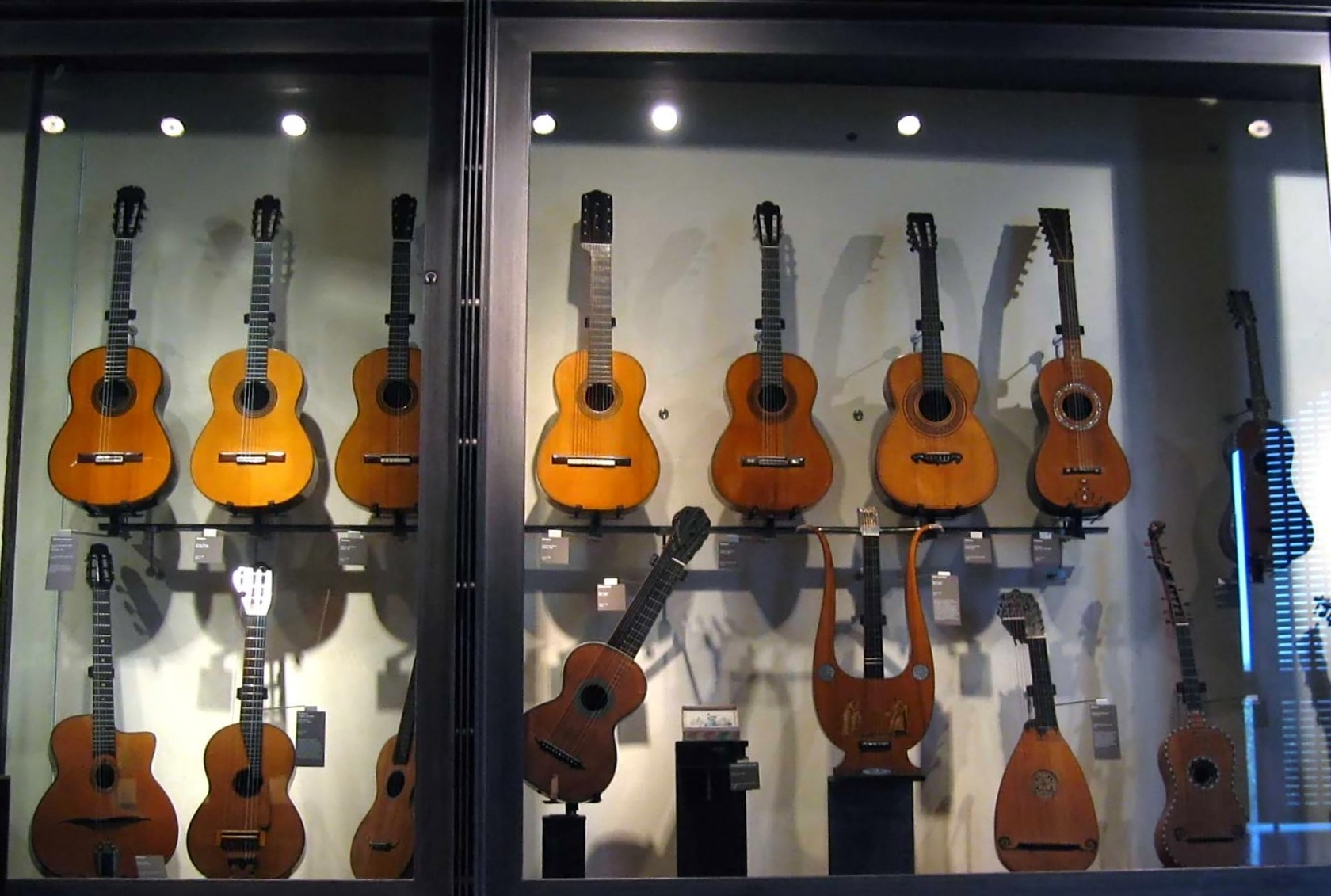
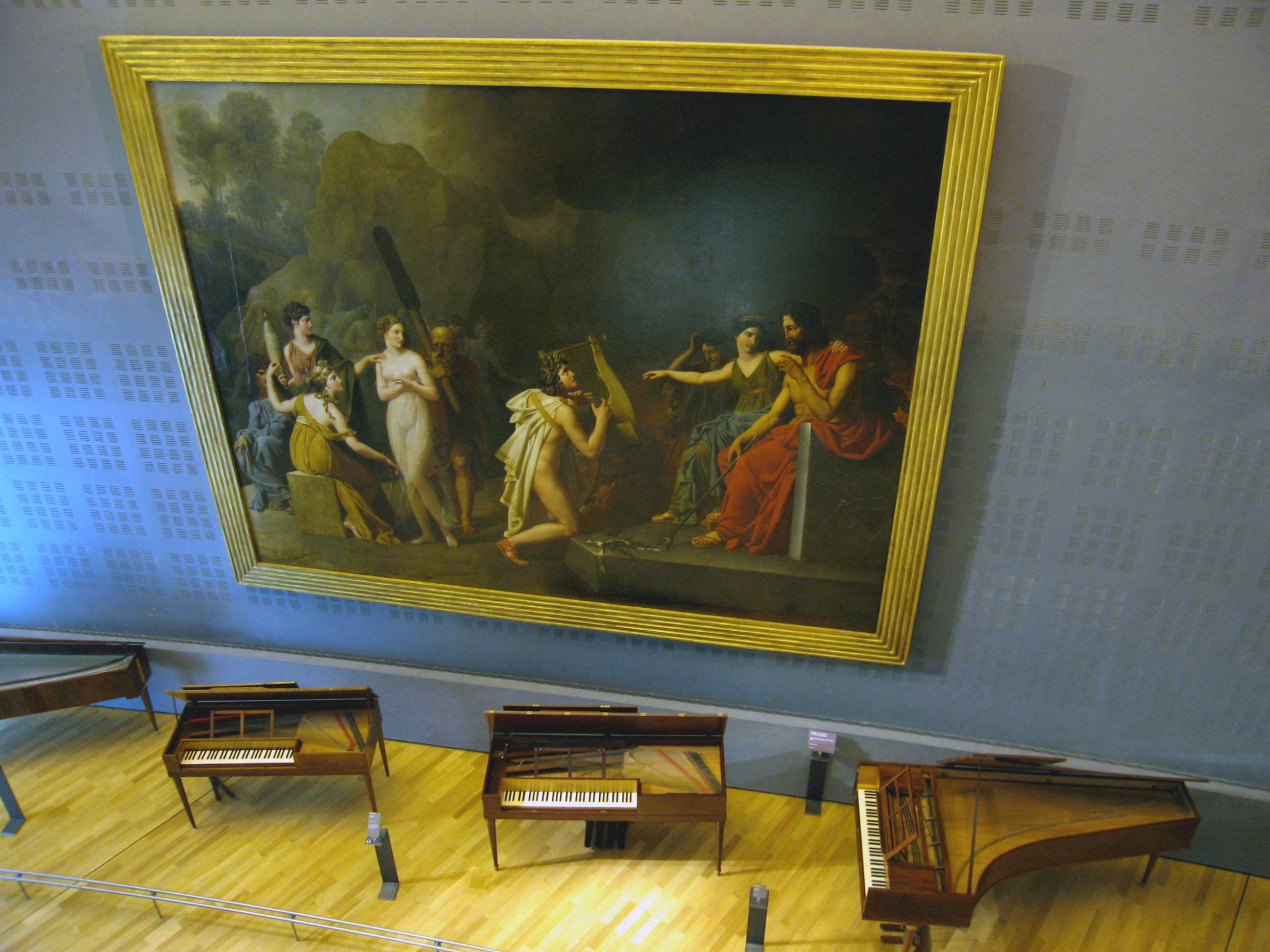
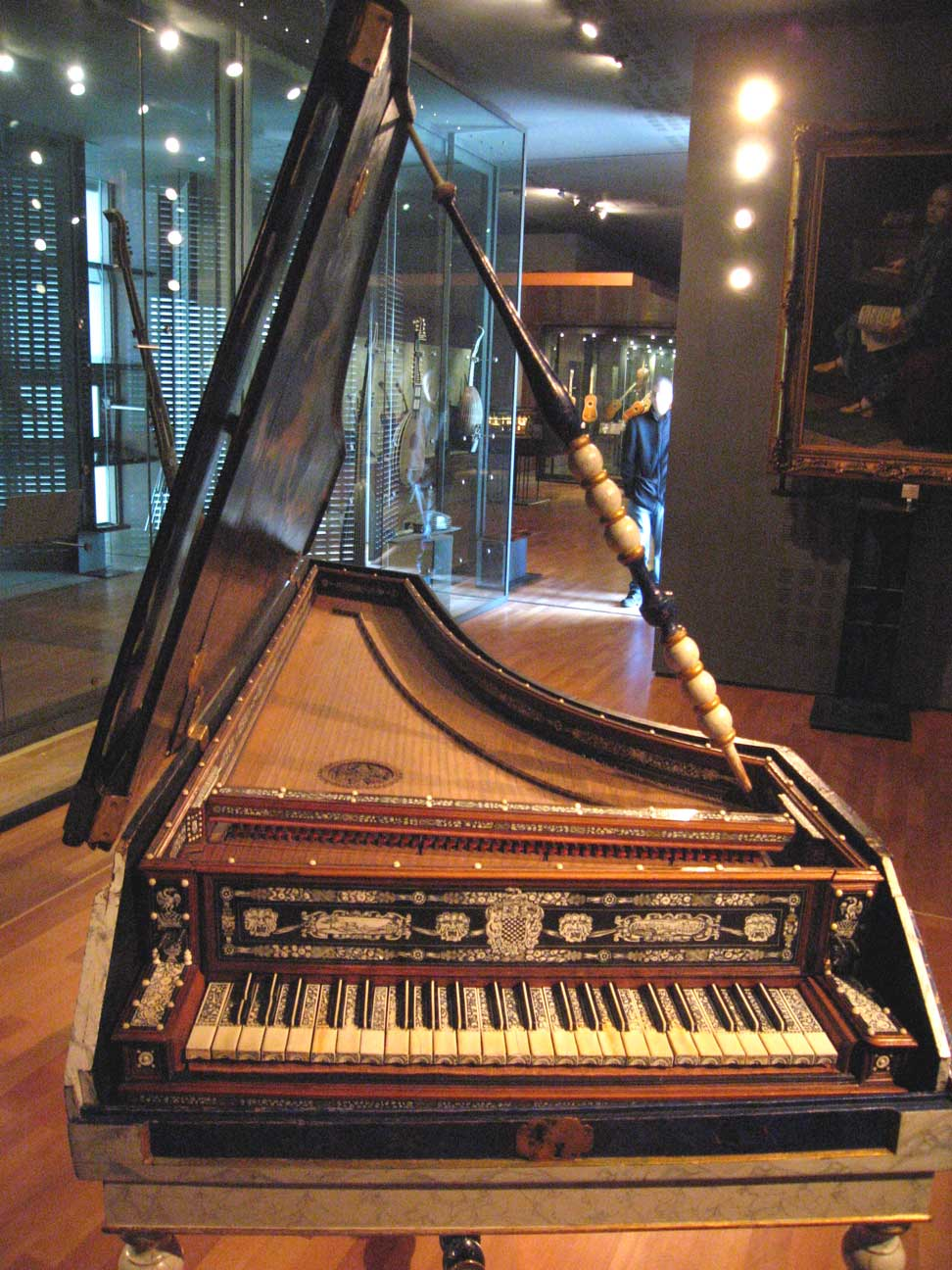